# 나주의샛골나이
나주의샛골나이(羅州의샛골나이)는 대한민국 전라남도 나주시 샛골의 무명짜는 직녀 또는 무명짜는 일에 대한 통칭이다. 1969년 7월 4일 대한민국의 국가민속문화재 제28호로 지정되었다.

## 개요
나주의 샛골나이는 전남 나주 샛골의 무명짜는 직녀 또는 무명짜는 일에 대한 통칭이다. 무명의 원료인 목화는 고려말 문익점이 중국 원나라에서 들여온 것으로, 조선 초기부터 쌀과 함께 화폐구실을 할 정도로 급속히 보급되었으며, 일본으로 보내는 주요 교역품 가운데 하나였다.
무명의 제작과정은 재배와 수확, 씨앗기와 솜타기, 고치말기, 실잣기, 무명날기, 베매기, 무명짜기 순으로 이루어진다. 8월 중순부터 목화를 따기 시작하는데, 처음 딴 목화가 가장 좋다. 볕에 말린 목화를 씨아틀로 씨를 빼내 씨앗기를 하고 솜활이라는 기구를 이용해 솜을 부드럽게 만드는 과정인 솜타기를 거친다. 탄 솜을 말판 위에 펴놓고 말대로 비벼 고치를 만든 후 물레를 이용해 실을 뽑아 가락에 감는 실잣기를 한다. 실의 굵기에 의해 한 폭에 몇 올이 들어갈지 결정하는 무명날기를 하고, 베매기인 풀먹이기 과정을 거친 후 베틀을 이용하여 직물을 짠다. 예전에는 개성의 송도목과 진주의 진주목이 명품으로 알려졌으나 오늘날에는 나주의 나주세목 또는 샛골목이 12승 무명으로 유명하다

## 참고 자료
- 나주의샛골나이 - 국가유산청 국가유산포털